# Търси се...
„Търси се...“ е седмично токшоу по bTV с автори и водещи Меги Димчева и Нели Хаджийска.

## История
„Търси се...“ се ражда през 2004 година в ефира на телевизия „ДЕН“. След закриването ѝ авторките се местят в „Евроком“, където остават 2 години. Там срещат собственика на „Хърбър айланд рекърдс“ Денис Ризов, който след гостуването си харесва предаването и решава да го продуцира за bTV, където се излъчва в продължение на 16 години.

## Концепция
В предаването гости на Нели и Меги са известни личности. Те споделят и коментират познати и непознати на широката аудитория факти и случки с тях. Докато тече разговорът в студиото, близки и приятели на госта, както и познати от далечното минало, споделят своята гледна точка към личността му и отправят предизвикателства към него. След като му бъде отправено предизвикателство, гостът трябва да го изпълни на живо в студиото на „Търси се...“.